# Vinny Giles III
Marvin M. Giles III (1943) is een Amerikaanse amateur golfer. Hij won zowel het US Amateur als het British Amateur, hij is lid van de Kinloch Golf Club, waarvan hij mede-oprichter is.
Giles studeerde aan de universiteiten van Georgia en Virginia. Tijdens zijn studietijd in Georgia werd hij drie keer NCAA All-American. Giles was in de jaren 1961-1975 een van de meest beste amateurs van de Verenigde Staten. Hij speelde 4 keer in de Walker Cup en 3 keer in de Eisenhower Trophy. Hij won 7 keer het Virginia State Amateur en in 1990 werd hij uitgeroepen tot Virginia Golfer of the Year. 
 In 1972 werd het US Amateur voor de laatste keer over 72 holes gespeeld. Giles won met een score van 285 (+1), hetgeen twee slagen beter was dan Ben Crenshaw en Mark Hayes, die de tweede plaats deelden. In 1973 won hij onder meer de Easters Amateur door Bob Byman, David Strawn en Dallas McCoy in de play-off te verslaan. In 1975 won hij het Brits Amateur op de Royal Liverpool Golf Club door de finale met 8&7 van Mark James te winnen.
Ook als senior speler won hij diverse toernooien. Hij speelde nog 7 keer in het US Senior Open en was 3x de beste amateur. In 2002 won hij 3 toernooien en werd hij in de Senior Hall of Fame opgenomen. In 2016 deed hij mee aan de Par 3 Contest, voorafgaand aan de Masters.
Hij richtte een golfmanagementbureau op en vertegenwoordigt onder meer Beth Daniel, Tom Kite, Davis Love III, Meg Mallon en Lanny Wadkins.

## Gewonnen
- 1962: Virginia State Amateur
- 1963: Dogwood Invitational
- 1964: Virginia State Amateur
- 1965: Dogwood Invitational
- 1966: Virginia State Amateur
- 1967: Southern Amateur
- 1968: Virginia State Amateur
- 1969: Virginia State Amateur, Virginia Open
- 1971: Northeast Amateur, Virginia State Amateur
- 1972: US Amateur
- 1973: Porter Cup, Eastern Amateur
- 1974: Virginia Open
- 1975: British Amateur, Southern Amateur
- 1987: Virginia State Amateur
- 1990: Crump Cup
- 1993: Virginia Open

Senior toernooien
- 2000: Virginia State Senior Amateur
- 2002: Society of Seniors Dale Morey, George Coleman Invitational Senior, David A. King Senior Legends Invitational
- 2007: Crump Cup Senior
- 2009: US Senior Amateur
- 2010: Crump Cup Senior

## Teams
- Walker Cup: 1969, 1971, 1973 en 1975; captain in 1993
- Eisenhower Trophy: 1968, 1970 en 1972; captain in 1992
- Concession Cup: 2016 (playing-captain)[2]

## Hall of Fame
- 1976: Virginia Sports Hall of Fame[3]
- 1984: Southern Golf Association Hall of Fame
- 2002: Senior Hall of Fame